# Crvenoglava rozela
Crvenoglava rozela (lat. Platycercus Eximius) je vrsta papige koja pretežno naseljava jugoistočne dijelove Australije i Tasmaniju. Kao i većina papiga gnijezdi se u rupama panjeva i visokih stabala. U prosjeku živi između 25 i 30 godina.

## Izgled
Crvenoglava rozela najčešće je duga između 30 cm i 32 cm, što je svrstava u papige srednje veličine. Rozela ima crvenu glavu, grudi crveno-žute (kod mužjaka je linija prelaska iz crvene u žutu jasno oivičena, dok je kod ženki perje razliveno), rep je zelenoplav, krila su zelenocrna s ljetnim plavim perima, leđa su žuto-crno-zelena s perima koja oblikom sliče na riblju krljušt. Ženka je nešto sitnija i intenzitet boja njenog perja slabiji je.

## Razmnožavanje
Rozele spolno sazrijevaju u dobi od oko 8 mjeseci. Pare se jednom ili dva puta godišnje nakon čega ženka snese 4 do 7 jaja. Period inkubacije traje 21 dan, a u gnijezdu mladi ostaju 4-5 tjedana. 

## Glasanje
Crvenoglava rozela je pitoma, ali vrlo nepovjerljiva, moguće ju je naučiti i da govori ako je riječ o mladoj ptici. Oglašavaju se relativno nježnim tonovima i zvižducima.